# Британский герой Холокоста
Британский Герой премии Холокоста (англ. British Hero of the Holocaust) — специальная национальная награда, которой правительство Соединённого Королевства удостаивает британских граждан, содействовавших спасению жертв Холокоста. Всего этой награды удостоено 41 человек. Двое — сэр Николас Уинтон в возрасте 100 лет и Денис Эйви в возрасте 91 года — получили её при жизни. Этот твёрдый серебряный медальон с надписью «На службе у общества» даётся в знак признания «самоотверженных действий», предпринятых обладателем награды «для спасения жизней перед лицом репрессий».

## Кампания за официальное признание
В 2008 году кампания за получение официального посмертного признания британских спасателей Холокоста была начата британским благотворительным фондом «Образовательный трест Холокоста», основанным в 1988 году. В качестве примера приводились такие британские граждане, как Фрэнсис Фоли, Джейн Хейнинг и Джейн Ревенхолл, которых ранее Израиль назвал британскими кандидатами на статус «Праведников народов мира». Они, однако, не получили заслуженных наград от Британии.
Согласно официальной британской системе отличий, почести не могут даваться посмертно, поэтому кампания Треста[кто?] стремилась изменить систему утверждения наград и вознаградить посмертно британских спасителей, таких как Франк Фоли. 7 мая 2008 года, в 50-ю годовщину смерти Фоли, Трест подал интернет-петицию под названием «UK-Rescuers» на сайте премьер-министра и призвал его пересмотреть законы, определяющие систему посмертных почестей. В короткий срок под прошением от 7 мая 2009 года подписалось 1077 человек. В нём было сказано:
 … [Фоли] никогда не был официально удостоен наград от британского народа в течение жизни за свои героические действия. Поэтому мы обращаемся к правительству с призывом пересмотреть нынешний устав, регулирующий систему почетных званий, чтобы Комитет по Почестям мог рассмотреть вопрос о присуждении Франку Фоли награды посмертно. Мы надеемся, что это откроет дорогу Комитету по Почестям для признания других британских героев Холокоста, включая Рэндольфа Черчилля, сержанта Чарльза Кауарда, Джейн Хейнинг, Томми Нобл и Роберта Смоллбонса, которые рисковали и в некоторых случаях отдали свои жизни во имя спасения других…
В течение 2008 и 2009 годов кампания обрела поддержку со стороны средств массовой информации, а также членов парламента как Великобритании, так и Шотландии. В марте 2009 года депутат Рассел Браун вынес на обсуждение вопрос о признании британских героев Холокоста в Вестминстере. В качестве примеров он сослался на Фоли, Хейнинг и Рейвенхолл. Под составленной им петицией подписалось 138 человек.

## Новая награда
29 апреля 2009 года правительство объявило, что новая награда будет создана специально для признания этих британских спасателей. Сразу после первого визита Гордона Брауна в бывший немецкий концентрационный концлагерь Освенцим-Биркенау в современной Польше премьер-министр сделал объявление: «Мы создадим национальные премии в Британии для тех британских граждан, которые помогли многим людям — евреям и другим гражданам — во время Холокоста».
Новая национальная награда не вписывалась в обычную систему почестей. Правительство исключило возможность пересмотра правил посмертных почестей, поэтому государственный секретарь по делам общин и местного самоуправления и министр канцелярии кабинета министров обсуждали форму награды вместе с Трестом, депутатом парламента Расселом Брауном и семьями тех, кого собирались наградить.
Чтобы претендовать на звание Британского героя Холокоста, человек должен быть британским гражданином, который помогал или спасал евреев или представителей других национальностей, преследовавшихся в период Холокоста. Награды будет удостоен тот, кто проявил во время Холокоста чрезвычайное мужество, подвергая свою жизнь риску, став Праведником народов мира, или действовал, выходя за пределы служебного долга при самых сложных обстоятельствах. Среди награждённых есть также люди, которые до этого не являлись праведниками народов мира.

## Награда «Британский Герой Холокоста»
Новая государственная британская награда является признанием со стороны государства заслуг людей, проявивших себя в годы Холокоста. К награде «Британский герой премии Холокоста» были представлены 27 человек. 9 марта 2010 года медаль получили представители 25 семей героев, не доживших до признания их поступков. Два человека — сэр Николас Уинтон в возрасте 100 лет и Денис Эйви в возрасте 91 года — были удостоены премии прижизненно. Награда была вручена на торжественном приёме в резиденции премьер-министра на Даунинг-стрит, 10.
23 января 2018 года министр иностранных дел Борис Джонсон объявил о присвоении этой награды ещё 8 гражданам Великобритании.
На 27 января 2020 были награждены 41 человек.

## Список награждённых
- Алиса Баттенберг
- Николас Уинтон
- Фрэнк Фоли
- Чарльз Кауард
- Агнес Уолш (англ. Agnes Walsh)
- Дэнис Эйви
- Альберт Бедан
- Джейн Хейнинг[англ.]
- Джейн Ревенхол[англ.]
- Софка Скипуит
- Берта Брейси[англ.]
- Хэнк Хафнер (англ. Henk Huffener)
- Ида Кук (также известна под псевдонимом Мэри Барчел[англ.])
- Луиза Кук[англ.]
- Луиза Гульд
- Иви Форстер[англ.]
- Гарольд Осмонд ле Дрюленек[англ.]
- Соломон Шонфельд[англ.]
- Лена Лакоми[англ.]
- Роберт Смоллбонс[англ.]
- Артур Дауден[англ.]
- Алан Эдвардс (англ. Alan Edwards)
- Роджер Лечфорд (англ. Roger Letchford)
- Джордж Хэммонд (англ. George Hammond)
- Томас Нобл (англ. Thomas Noble)
- Гарольд Скратон[англ.]
- Стэнли Уэллс (англ. Stanley Wells)
- Берт Хамблинг (англ. Bert Hambling)
- Билл Кибл (англ. Bill Keeble)
- Вилли Фишер (англ. Willy Fisher)
- Джон Бакли (англ. John Buckley)
- Джон Карвел[англ.]
- Томас Престон[англ.]
- Маргарет Рид[англ.]
- Джордж Огилви-Форбс[англ.]
- Доротея Вебер[англ.]
- Дорин Уоринер
- Тревор Чедвик[англ.]
- Отто Шиф[англ.]
- Роуз Энрикес[англ.]
- Джоан Стибл[англ.]